# Gornji Ribnik (Ribnik)
Pour les articles homonymes, voir Gornji Ribnik.
Gornji Ribnik (en serbe cyrillique : Горњи Рибник) est un village de Bosnie-Herzégovine. Il est situé dans la municipalité de Ribnik et dans la république serbe de Bosnie. Selon les premiers résultats du recensement bosnien de 2013, il compte 729 habitants.
Gornji Ribnik est le centre administratif de la municipalité de Ribnik.

## Démographie

### Évolution historique de la population dans la localité
| 1948 | 1953 | 1961 | 1971 | 1981 | 1991 | 2013 |
| ---- | ---- | ---- | ---- | ---- | ---- | ---- |
| -    | -    | 843  | 710  | 927  | 696, | 729  |

|  |

### Communauté locale
En 1991, Donji Ribnik faisait partie de la communauté locale de Ribnik qui comptait 2 201 habitants, répartis de la manière suivante :